# Mahsa Javar
Mahsa Javar (persisch مهسا جاور, * 12. Mai 1994 in Zandschan) ist eine iranische Ruderin und Teilnehmerin an den Olympischen Sommerspielen 2016.

## Karriere
Mahsa Javar startete 2014 beim Weltcup auf dem Lac d’Aiguebelette in Savoyen (Frankreich) im Doppelvierer. Gemeinsam mit Maryam Saeidi Kharayem, Nazanin Malaei und Homeira Barzeger belegte sie den elften Platz. Bei der U23-Weltmeisterschaft in Varese belegte sie im Leichtgewichts-Doppelzweier mit Nazanin Malaei den 14. Platz. Bei den folgenden Asienspielen gewann Mahsa Javar ihre erste internationale Medaille. Der iranische Leichtgewichts-Doppelvierer in der Besetzung Homeira Barzeger Tamrin, Nazanin Malaei, Mahsa Javar und Soulmaz Abbasi konnte die Bronzemedaille hinter den Booten aus China und Vietnam gewinnen. 2015 gewann sie die Bronzemedaille im Einer bei den Asienmeisterschaften in Peking hinter Duan Jingli aus China und Dewi Yuliawati aus Indonesien.
Im April 2016 qualifizierte sie sich als Zweitplatzierte im Einer hinter Huang Yi-ting aus Chinesisch Taipeh bei der Qualifikationsregatta in Chungju für die Olympischen Sommerspiele 2016. Damit war sie eine von nur neun Frauen, die für den Iran an den Olympischen Spielen in Rio de Janeiro teilnahmen (Teilnehmer (Iran)). Beim Olympischen Ruderwettbewerb belegte sie den vierten Platz im E-Finale und damit den 28. Platz. Anschließend startete sie im September bei den Asienmeisterschaften in Jiashan im Einer und im Vierer ohne Steuerfrau. Im Einer gewann sie erneut die Bronzemedaille, dieses Mal hinter Kim Ye-ji aus Südkorea und  Huang Yi-ting aus Chinesisch Taipeh. Auch im Vierer ohne konnte sie mit Nazanin Malaei, Nazanin Rahmani und Farahnaz Eshghi die Bronzemedaille hinter den Booten aus China und Chinesisch Taipeh gewinnen.
Bei den Asienmeisterschaften 2017 in Pattaya gelang es Mahsa Javar zwei Titel zu gewinnen. Im Doppelzweier mit Parisa Ahmadi und ergänzt durch Nazanin Rahmani und Maryam Omidi-Parsa auch im Doppelvierer. 2018 gewann sie bei den Asienspielen zusammen mit Maryam Karami, Nazanin Rahmani und Maryam Omidi-Parsa die Silbermedaille im Leichtgewichts-Doppelvierer hinter der Crew aus Vietnam. Zusätzlich ging sie im Einer an den Start und belegte den sechsten Platz. Bei den 2023 ausgetragenen Asienspielen 2022 in Hangzhou gewann sie im Doppelzweier mit Zeinab Norousi die Silbermedaille.

## Internationale Erfolge
- 2014: 14. Platz U23-Weltmeisterschaften im Leichtgewichts-Doppelzweier
- 2014: Bronzemedaille Asienspiele im Leichtgewichts-Doppelvierer
- 2015: Bronzemedaille Asienmeisterschaften im Einer
- 2016: 28. Platz Olympische Sommerspiele im Einer
- 2016: Bronzemedaille Asienmeisterschaften im Einer
- 2016: Bronzemedaille Asienmeisterschaften im Vierer ohne Steuerfrau
- 2017: Goldmedaille Asienmeisterschaften im Doppelzweier
- 2017: Goldmedaille Asienmeisterschaften im Doppelvierer
- 2018: Silbermedaille Asienspiele im Leichtgewichts-Doppelvierer
- 2018: 6. Platz Asienspiele im Einer